# Záchranná stanice pro hendikepované živočichy
Záchranná stanice pro hendikepované živočichy je stanicí, která přijímá volně žijící zvířata poraněná zejména dopravou, elektrickým proudem, nárazem na skleněnou plochu či postřelená zvířata. Záchranné stanice pro hendikepované živočichy jsou začleněny do Národní sítě záchranných stanic, kterou v České republice koordinuje Český svaz ochránců přírody. Stanice pokrývají svou působností celé území České republiky. Díky jejich činnosti se vrací do přírody přibližně 50 % ošetřených zvířat. Ročně jimi projde více, než deset tisíc volně žijících živočichů.
Finanční podpora záchranných stanic pro hendikepované živočichy se uskutečňuje mimo jiné prostřednictvím Národní sítě záchranných stanic, a to formou vyhlášené veřejné sbírky Zvíře v nouzi.

## Záchranné stanice
- Bartošovice
- Bublava
- Brno – Ptačí centrum o.p.s.
- Buchlovice
- Hrachov
- Chomutov
- Jaroměř
- Kladno – AVES z.s.
- Klášterec
- Liberec
- Libštát
- Falco
- Makov
- Němčice
- Ohrada
- Pasíčka
- Pátek
- Pavlov – Stanice Pavlov o.p.s.
- Plzeň
- Praha – Záchranná stanice hl. m. Prahy pro volně žijící živočichy
- Přerov – ORNIS Přerov
- Rajhrad
- Rokycany
- Soos
- Spálené Poříčí
- Stránské
- Tachov
- Vendolí
- Vlašim – ZO ČSOP Vlašim
- Vrchlabí